# Cēsu alus
«Cēsu alus» (в переводе «Цесисское пиво») — латвийская компания по производству пива, кваса и других алкогольных и безалкогольных напитков. Предприятие ведёт свою историю с 1590 года. Является частью финского концерна «Olvi».

## История
Первое упоминание о пивоварении в современном Цесисе встречается в протоколе ревизии Цесисского замка, датируемом 1590 годом. В этом документе есть сведения о сушильне солода и хмелевых садах. Первоначально пивоварня была расположена в замке.
В 1621 году шведы перенесли пивоварню из замка в третий форштадт, из-за того, что не хватало мощности пивоварни для утоления жажды людей. Вокруг пивоварни были разбиты хмелевые сады.
В 1785 году Цесис (тогда Венден) был провозглашён уездным городом. В это время спрос на Цесисское пиво был столь большим, что в городских корчмах всем желающим не хватало места. За пределами Цесиса были открыты руцская, дувинцская и юргская корчмы.
В 1878 году были построены исторические здания пивоварни, и была открыта Цесисская пивоварня, её владельцем был Эммануэль Зиверс.
В 1922 году несколько Цессиских предпринимателей выкупили пивоварню, они же основали акционерное общество «Augļu Dārzs». В то время производились вино, соки и минеральная вода. Филиалы «Augļu Dārzs» были открыты в Риге, Елгаве и Валмиере.
В 1940 году «Augļu dārzs» был национализирован. В 1950 году была проведена реконструкция, построено новое оборудование, и объёмы производства увеличились в 4 раза.
В 1976 году было образовано производственное объединение «Cēsu alus», оно объединило Наукшенскую и Гулбенскую пивоварню, объединение разделилось в 1988 году.
В 1995 году «Cēsu alus» был приватизирован и стал акционерным обществом.
В 1998 году было решено увеличить капитал «Cēsu alus»; акционером предприятия стал норвежско-латвийский фонд развития предпринимательской деятельности.
В 1999 году норвежско-латвийский фонд продал акции «Olvi OYJ» предприятии A. Le Coq. После продажи акций финскому предприятию Olvi, у предприятия «Cēsu alus» увеличился объём производства.

## Продукция

### Пиво
- Cēsu Premium
- Cēsu Nefiltrētais
- Cēsu Special Pinte
- Cēsu Light
- Mitava
- Garais
- Garais Garāks

### Квас
- Ulmaņlaiku kvass
- Porter kvass

### Алкогольные коктейли
- Cēsu Džons
- Cēsu 14

### Соки и нектары
- Limpa

### Безалкогольные напитки
- Klasiska Limonade
- Dinamo Cola+Energy
- Dinamo Sporta Fanu

Сидр:
- Cēsu Fizz